# 위키미디어 인큐베이터
위키미디어 인큐베이터는 위키미디어 재단이 주최하는 위키백과, 위키책, 위키뉴스, 위키낱말사전의 새로운 언어 버전의 잠재적인 위키미디어 기획 위키를 설정, 작성, 테스트하고 위키 프로젝트를 진행할 수 있는 곳이다. 이러한 시험용 위키에는 아직 자체 위키가 없더라도 다른 위키미디어 프로젝트 위키처럼 실제 사용할 수 있다. 새로운 언어 버전의 위키배움터는 베타 위키버시티로, 오래된 위키소스는 위키소스로 이동하도록 되어 있다. 완전한 새 프로젝트를 만들 수는 없으며, 구할 수 있는 프로젝트의 새 언어 버전만 시작할 수 있다.